# Bernard Tavitian

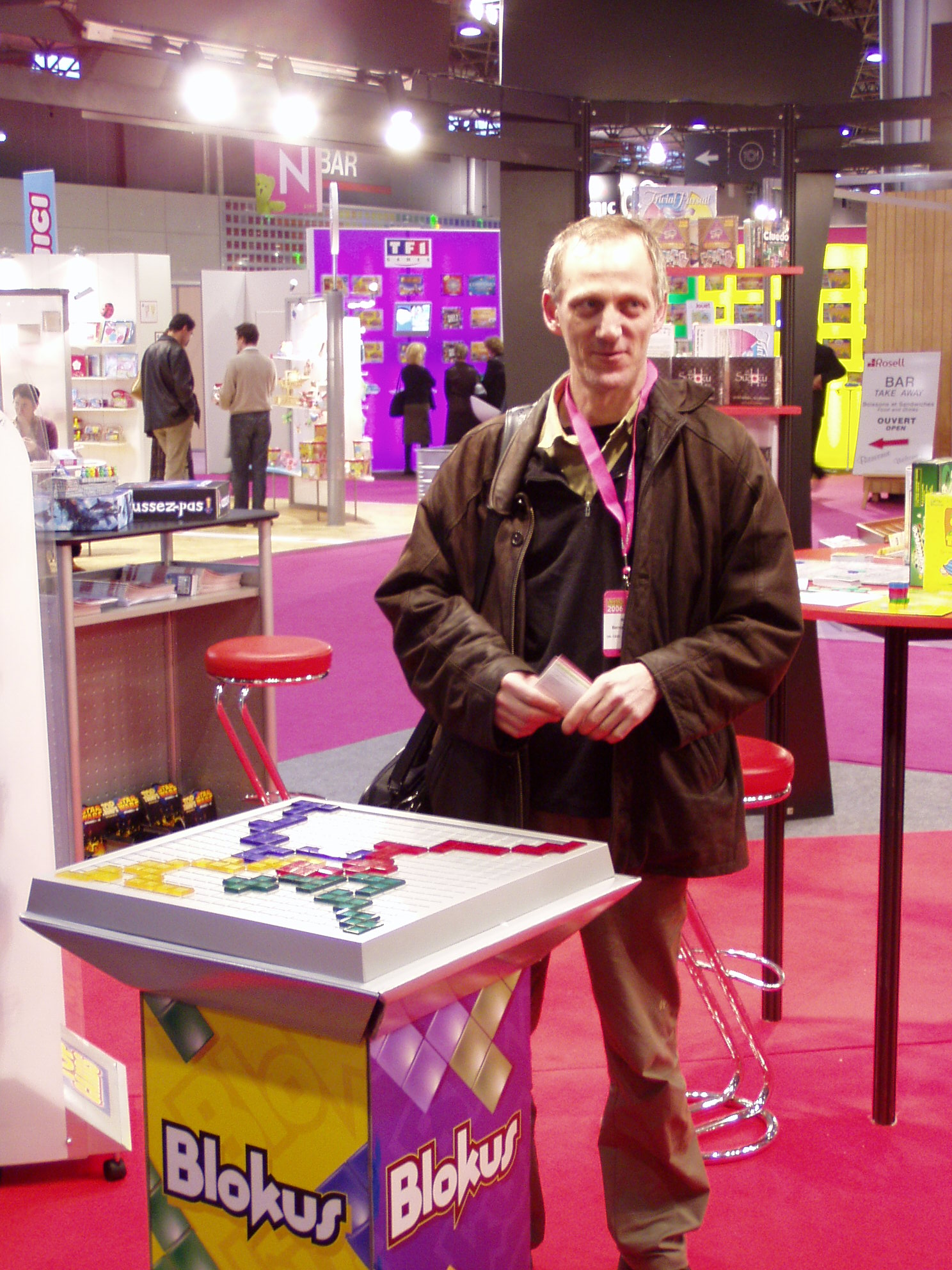
version géante de Blokus

Bernard Tavitian est un auteur de jeux de société né en 1960, ancien élève de l'École Centrale Paris (Promotion 1984), docteur en Biophysique de l'Université Paris VI (1987), ingénieur de recherches à l'Institut Français du Pétrole de 1990 à 2005 où il a développé la modélisation moléculaire.
Il a créé en 2008 la société d'édition de jeux "LUD Éditions".

## Ludographie

### Seul auteur
- Blokus, 2000, Sekkoïa / Winning Moves, Concours de créateurs de jeux de Besançon  Boucle d'Or 1999, As d'or Jeu de l'année  2001, Japan Boardgame Prize  jeu japonais 2002, Mensa Select Mind Games  2003
- Blokus Duo, 2005, Sekkoïa / Winning Moves, Sceau d'excellence Option consommateurs  2006
- Blokus Trigon, 2006
- La gamme Blokus (Classic, Duo, Trigon) est aujourd'hui éditée par Mattel.
- Nexos, 2010, LUD Éditions / Winning Moves / Jeux Alary
- Arlecchino, 2010, LUD Éditions / Ludyk / Jeux Alary
- Jeu non publié : "Pionmor", dé d'or au Concours des créateurs de jeux de Boulogne-Billancourt en 2000.
- Jeu non publié : "Sipango", dé d'argent au Concours des créateurs de jeux de Boulogne-Billancourt en 2000.